# Kei (ca sĩ)
Kim Ji-yeon (Hangul: 김지연, Hanja: 金志姸, Hán Việt: Kim Chí Nghiên; sinh ngày 20 tháng 3 năm 1995), thường được biết đến với nghệ danh Kei (Hangul: 케이), là một ca sĩ và vũ công người Hàn Quốc, thành viên nhóm nhạc nữ Lovelyz.

## Tiểu sử
Kei được sinh ra tại Incheon, Hàn Quốc, vào ngày 20 tháng 3 năm 1995.

### Giáo dục
- Trường tiểu học Incheon Misan (đã tốt nghiệp)
- Trường trung học Samsan (đã tốt nghiệp)
- Trường trung học Incheon Youngseon (đã tốt nghiệp)

## Sự nghiệp

### Trước khi ra mắt
Ngày 27 tháng 12 năm 2013, Kei sánh đôi cùng thành viên L (INFINITE) trong màn trình diễn ca khúc Man In Love tại Gayo Daejun.

### 2014-2015: Thành viên Lovelyz
Cô debut cùng với nhóm nhạc nữ Hàn Quốc Lovelyz vào năm 2014 bởi Woollim Entertainment. Ngày 27 tháng 11 năm 2014, cô cùng nhóm nhạc nữ Lovelyz phát hành album đầu tay Girls' Invasion. Vào tháng 12 năm 2015, cô thu âm bài hát Love Is Like That cho bộ phim truyền hình Oh My Venus

### 2016-2018: Hoạt động solo
Cô từng là thí sinh của cuộc thi hát chính Girls Spirit của JTBC vào năm 2016,  và được chọn cho vai chính trong web drama Matching! Boys Archery (2016).  Ngày 1 tháng 9, cô phát hành ca khúc hợp tác "Y".  Vào ngày 26 tháng 10, cô phát hành sản phẩm hợp tác với The Solutions mang tên Beautiful như một phần của dự án nhãn hiệu PLAYGRND của HIGHGRND.
Năm 2017, cô xuất hiện trên nhiều chương trình. Cô xuất hiện trên King of Mask Singer với tư cách là thí sinh "Agiley Mouse Jerry" cho các tập 107–108.  Cô ấy cũng tham gia Duet Song Festival cover bài hát " I " của Kim Tae-yeon .  Các chương trình khác mà cô ấy làm khách mời là Running Man và Cuộc thi hát toàn quốc của thần tượng .
Vào ngày 8 tháng 6 năm 2018, có thông báo rằng Kei sẽ là MC mới cho Music Bank cùng với nam diễn viên Choi Won-myeong , bắt đầu từ ngày 15 tháng 6.

### 2019- 2022: Ra mắt solo và rời Woollim
Năm 2019, cô phát hành vở kịch mở rộng (EP) Over and Over , với tên thật là Kim Ji-yeon.  Album và video âm nhạc của đĩa đơn chủ đạo "I Go" được phát hành vào ngày 8 tháng 10.
Vào ngày 1 tháng 11 năm 2021, Woollim Entertainment thông báo rằng Kei sẽ không gia hạn hợp đồng và cô ấy rời công ty vào ngày 16 tháng 11 năm 2021, sau khi Lovelyz tan rã.
Vào ngày 10 tháng 1 năm 2022, Kei đã ký hợp đồng với Palm Tree Island, đánh dấu sự ra mắt của cô với tư cách là một nữ diễn viên nhạc kịch toàn thời gian.
Vào tháng 5 năm 2022, Kei phát hành đĩa đơn thứ 11 của dự án ballad, R&B "Star Road" kết hợp với KozyPop (cùng với KozyPop), sẽ được phát hành vào ngày 29 tháng 5 năm 2022
Vào tháng 7 năm 2022, có thông báo rằng Kei sẽ tổ chức buổi họp mặt người hâm mộ Kei from Kei vào ngày 20 tháng 8 năm 2022; buổi gặp mặt người hâm mộ solo đầu tiên của cô ấy kể từ khi ra mắt, cũng như buổi gặp mặt người hâm mộ trực tiếp đầu tiên của cô ấy sau khi ra mắt với tư cách là một nữ diễn viên nhạc kịch toàn thời gian..
Vào tháng 12 năm 2022, Kei ký hợp đồng với A2Z Entertainment (Pop Music), với ý định phát hành một album nhạc solo.

### 2023- nay: Tham gia show
Vào ngày 24 tháng 4, có thông tin rằng Kei sẽ tham gia chương trình sinh tồn Queendom Puzzle với tư cách là một thí sinh

## Danh sách đĩa nhạc
| # | Tên Album     | Tên bài hát                                                                                             | Album chi tiết | Vị trí cao nhất | Doanh thu      | Ghi chú |
| # | Tên Album     | Tên bài hát                                                                                             | Album chi tiết | KOR             | Doanh thu      | Ghi chú |
| - | ------------- | --- | --- | --------------- | -------------- | ------- |
| 1 | Over and Over | 1. Back in the Day 2. I Go (아이 고) 3. Dreaming 4. Paper Moon (종이달) 5. Cry 6. This Rain (이 비(雨)) | - Phát hành: ngày 8 tháng 10 năm 2019 - Hãng: Woollim Entertainment, Kakao M - Định dạng: CD, Tải kỹ thuật số, Phát trực tuyến | 7               | - KOR: 14,480+ |         |

### Đĩa nhạc
| Năm     | Tên                                              | Vị trí cao nhất | Doang thu   | Album                              |
| Năm     | Tên                                              | KOR             | Doang thu   | Album                              |
| Hợp tác | Hợp tác                                          | Hợp tác         | Hợp tác     | Hợp tác                            |
| ------- | ------------------------------------------------ | --------------- | ----------- | ---------------------------------- |
| 2016    | Y (Với Myundo hợp tác với Bumzu)                 | 49              | KOR: 97,428 | Đĩa đơn ngoài album                |
| 2016    | Beautiful (Với The Solutions)                    |                 |             | Đĩa đơn ngoài album                |
| 2017    | Wanna Date (연애하고 싶어) (với Hong Dae-kwang)  |                 |             | Story About: Some, One Month Eps 5 |
| 2020    | Female Friend (여자사람 친구) (với Lim Seul-ong) |                 |             |                                    |
| 2022    | New York (với DANI)                              |                 |             |                                    |
| 2022    | The Light (với Exy)                              |                 |             |                                    |
| Solo    |                                                  |                 |             |                                    |
| 2019    | I Go                                             |                 |             | Over and Over                      |

### Nhạc phim (OST)
| #  | Năm  | Tên hàn            | Tên việt - anh                             | Tên bài hát                                                                                         | OST                                                                        | Ghi chú |
| -- | ---- | ------------------ | ------------------------------------------ | --------------------------------------------------------------------------------------------------- | -------------------------------------------------------------------------- | ------- |
| 1  | 2015 | 오 마이 비너스     | Nữ thần của tôi                            | Love Moves On (사랑은 그렇게)                                                                       | Oh My Venus OST Part 6                                                     |         |
| 2  | 2016 | 운빨로맨스         | Vận may lãng mạn                           | Tingle (찌릿찌릿)                                                                                   | Lucky Romance OST Part.1                                                   |         |
| 3  | 2017 | 군주 - 가면의 주인 | Mặt nạ quân chủ                            | - Star And Sun (별과 해) - Star And Sun (별과 해(Inst.))                                            | The Emperor: Owner of the Mask OST Part. 4                                 |         |
| 4  | 2018 | 추리의 여왕 시즌 2 | Queen of Mystery 2                         | These Days You & I (요즘 너 요즘 나)                                                                | Queen of Mystery 2 OST Part. 2                                             |         |
| 5  | 2018 | 리치맨             | Rich Man                                   | Let's Pray                                                                                          | Rich Man OST Part. 2                                                       |         |
| 6  | 2018 | 황후의 품격        | Hoàng hậu cuối cùng                        | If I Convey My Heart (마음을 전하면)                                                                | The Last Empress OST Part. 3                                               |         |
| 7  | 2019 | 절대 그이          | Bạn Trai Đích Thực Của Tôi                 | MY Absolute Boyfriend (초능력 나의 그대)                                                            | My Absolute Boyfriend OST Part. 4                                          |         |
| 8  | 2020 | 런 온              | Bước chạy tới trái tim                     | Ride Or Die                                                                                         | Run On OST Part. 2                                                         |         |
| 9  | 2021 | 태양의 노래        | Midnight Sun                               | Good-Bye Days                                                                                       | Midnight Sun OST Part. 2 Midnight Sun OST Part. 3 Midnight Sun OST Part. 4 |         |
| 10 | 2021 | 태양의 노래        | Taiyo no Uta                               | - Will My Day Ever Come? (그런 날이 오게 될까?) - Good-Bye Days Với Choi Young-jae                  | Taiyo no Uta OST Part. 5                                                   |         |
| 11 | 2021 | 연애시발.(점)      | Starting Point of Dating                   | A Fairy Tale (동화 속 이야기)                                                                       | Starting Point of Dating OST Part 2                                        |         |
| 12 | 2021 | 블레이드 & 소울 2  | Blade & Soul                               | As I Become Your Wind – Noi Theme (Acoustic Ver.) (나 그대의 바람 되어 - 노이 테마 (Acoustic Ver.)) | Blade & Soul OST                                                           |         |
| 13 | 2021 | 성경의 역사        | History of The Bible                       | Just Stay (이렇게 그대로)                                                                           | History of The Bible OST                                                   |         |
| 14 | 2023 | 오아시스           | Oasis                                      | You Know Me Better                                                                                  | Oasis OST Part.5                                                           |         |
| 15 | 2023 | 구미호뎐 1938      | Tale of the Nine Tailed 1938               | - Love Song (연가 (戀歌)) - Wind Song (바람의 노래)                                                 | Tale of the Nine Tailed 1938 OST Part.2                                    |         |
| 16 | 2023 | 결혼과 이혼 사이   | Caught Between Marriage & Divorce Season 2 | Memo                                                                                                | Caught Between Marriage & Divorce Season 2 OST Part.2                      |         |

### Album phòng thu
| Tiêu đề         | Album chi tiết | Vị trí cao nhất | Doanh thu     |
| Tiêu đề         | Album chi tiết | KOR             | Doanh thu     |
| --------------- | --- | --------------- | ------------- |
| Girls 'Invasion | - Phiên bản thường - Phát hành: ngày 17 tháng 11 năm 2014 - Label: Woollim Entertainment, Loen Entertainment - Định dạng: CD, tải kỹ thuật số       | 7               | - KOR: 9,882+ |
| Girls 'Invasion | - Hi~ (Repackage edition) - Phát hành: ngày 03 tháng 3 năm 2015 - Label: Woollim Entertainment, Loen Entertainment - Định dạng: CD, tải kỹ thuật số | 4               | - KOR: 3,100+ |

### Đĩa đơn
| Tiêu đề           | Năm  | Vị trí cao nhất | Bán hàng            | Album                 |
| Tiêu đề           | Năm  | KOR             | Bán hàng            | Album                 |
| ----------------- | ---- | --------------- | ------------------- | --------------------- |
| Candy Jelly Love" | 2014 | 48              | - KOR: 32,660+ (DL) | Girls' Invasion       |
| "Hi ~" (안녕)     | 2015 | 23              | - KOR: 76,813+ (DL) | Hi~ (Repackage Album) |
|                   |      |                 |                     |                       |

### Bài hát khác
| Năm  | Tiêu đề                                       | Vị trí cao nhất | Doanh thu           | Album           |
| Năm  | Tiêu đề                                       | KOR             | Doanh thu           | Album           |
| ---- | --------------------------------------------- | --------------- | ------------------- | --------------- |
| 2014 | "Good Night Like Yesterday" (어제처럼 굿나잇) | 40              | - KOR: 35,343+ (DL) | Girls' Invasion |
| 2022 | Starry road with KozyPop (별 길)              |                 |                     |                 |
| 2022 | Shine A Light                                 |                 |                     |                 |

### Nhạc Kịch
- Death Note (2022)

## Show truyền hình

### Chương trình truyền hình
| Năm  | Tên                                                    | Vai trò                 | Đài           | Ghi chú                      |
| ---- | ------------------------------------------------------ | ----------------------- | ------------- | ---------------------------- |
| 2015 | Wednesday Gourmet                                      | Khách mời               | tvN           | Tập 88                       |
| 2015 | Real Men Season 2                                      | Khách mời               | MBC           | Tập 166 (Xuất hiện đặc biệt) |
| 2015 | Problematic Men Season 1                               | Khách mời               | tvN           | Tập 69 (Xuất hiện đặc biệt)  |
| 2015 | King of Mask Singer                                    | Khách mời               | MBC           | Tập 107-108,115-116, 275-276 |
| 2015 | A Song for You Season 4                                | Khách mời               | KBS2          | Tập 9                        |
| 2015 | Two Yoo Project Sugar Man Season 1                     | Khách mời               | jTBC          | Tập 11                       |
| 2015 | Topp Dogg Project                                      | Khách mời               | MBC           | Tập 1                        |
| 2015 | Knowing Bros                                           | Khách mời               | jTBC          | Tập 34, 177                  |
| 2015 | 2015 SBS Gayo Daejeon                                  | Thành viên thường xuyên | SBS           |                              |
| 2016 | Lovelyz in Wonderland                                  | Thành viên thường xuyên | vLive         |                              |
| 2016 | The Boss Is Watching                                   | Khách mời               |               |                              |
| 2016 | 2016 Idol Star Olympics Championships New Year Special | Thành viên thường xuyên | SBS           |                              |
| 2016 | Fan Heart Attack Idol TV                               | Khách mời               | MBC           |                              |
| 2016 | Vocal War: God's Voice                                 | Khách mời               | SBS           | Tập 11-12                    |
| 2016 | Duet Song Festival Season 1                            | Khách mời               | MBC           | Tập 43-44                    |
| 2016 | Idol Chef King                                         | Khách mời               | MBC           |                              |
| 2016 | Singderella                                            | Khách mời               |               | Tập 16                       |
| 2016 | 2016 SBS Gayo Daejeon                                  | Thành viên thường xuyên | SBS           |                              |
| 2017 | 2017 Idol Star Athletics Championships                 | Thành viên thường xuyên | MBC           |                              |
| 2017 | New Yang Nam Show                                      | Khách mời               | Mnet          | Tập 7                        |
| 2017 | Idol Drama Operation Team                              | Khách mời               | KBS1          |                              |
| 2017 | Lovelyz Loves Canada                                   | Thành viên thường xuyên | Naver TV Cast |                              |
| 2017 | K-RUSH Season 2                                        | Khách mời               | KBS1          | Tập 9                        |
| 2017 | It's Okay to Go a Little Crazy                         | Khách mời               | SBS           |                              |
| 2018 | Two Yoo Project Sugar Man Season 2                     | Khách mời               | jTBC          | Tập 18                       |
| 2018 | 2018 Idol Star Athletics Championships                 | Thành viên thường xuyên | MBC           |                              |
| 2018 | K-RUSH Season 3                                        | Khách mời               | KBS1          | Tập 12                       |
| 2018 | Idol League Season 1                                   | Khách mời               | Wednesday     | Tập 28                       |
| 2018 | Amazing Saturday                                       | Khách mời               | tvN           | Tập 76                       |
| 2018 | Unexpected Q                                           | Khách mời               | MBC           | Tập 6, 13,18-19              |
| 2018 | Super TV Season 2                                      | Khách mời               | tvN           | Tập 2                        |
| 2018 | Hidden Singer Season 5                                 | Khách mời               | jTBC          |                              |
| 2018 | A Battle of One Voice: 300                             | Khách mời               | tvN           |                              |
| 2018 | 300                                                    | Khách mời               | tvN           |                              |
| 2018 | Urban Legend                                           | Thành viên thường xuyên | KBS2          |                              |
| 2018 | 2018 Idol Star Athletics Championships Chuseok Special | Thành viên thường xuyên | MBC           |                              |
| 2018 | South Korean Foreigners                                | Khách mời               | MBC every 1   | Tập 101                      |
| 2018 | A Song for You Season 5                                | Khách mời               | KBS2          | Tập 9                        |
| 2019 | Lovelyz Diary: Season 6                                | Thành viên thường xuyên |               |                              |
| 2019 | Hunman Jeongeum                                        | Khách mời               | MBN           | Tập 5                        |
| 2019 | Idol Lunch Box                                         | Khách mời               |               | Tập 7                        |
| 2019 | Run.wav                                                | Khách mời               | jTBC          | Tập 13                       |
| 2019 | Neighborhood Album Season 2                            | Khách mời               | TV Chosun     | Tập 5                        |
| 2019 | School Attack 2019                                     | Khách mời               | SBS Plus      | Tập 3                        |
| 2019 | Queendom Season 1                                      | Thành viên thường xuyên | Mnet          |                              |
| 2019 | Midnight Idol Season 1                                 | Khách mời               | Naver TV Cast | Tập 272                      |
| 2019 | 2019 Idol Star Athletics Championships Chuseok Special | Thành viên thường xuyên | MBC           |                              |
| 2019 | Wednesday Music Playlist                               | Khách mời               | tvN           | Tập 4                        |
| 2019 | Ban Ban Show                                           | Khách mời               | SBS           | Tập 2-3                      |
| 2019 | Two Yoo Project Sugar Man Season 3                     | Khách mời               | jTBC          | Tập 3, 14                    |
| 2019 | 2019 MBC Music Festival: The CHEMISTRY                 | Thành viên thường xuyên |               |                              |
| 2020 | Studio Music Hall: Season 2                            | Khách mời               | Mnet          | Tập 4                        |
| 2020 | 2020 Idol Star Athletics Championships                 | Thành viên thường xuyên | MBC           |                              |
| 2020 | DongDong Game Center                                   | Khách mời               | vLive         | Tập 2                        |
| 2020 | Road to Kingdom                                        | Khách mời               | Mnet          | Tập 1                        |
| 2020 | Twotorial Season 1                                     | MC                      |               |                              |
| 2020 | Lovelyz Diary Separate Appendix                        | Thành viên thường xuyên |               |                              |
| 2020 | I'm Yours for 60 Minutes                               | Khách mời               | tvN           | Tập 3                        |
| 2020 | Idol on Quiz                                           | Khách mời               | KBS2          | Tập 6                        |
| 2020 | Hidden Singer Season 6                                 | Khách mời               | jTBC          | Tập 6                        |
| 2020 | Idol Challenge: Another Class Season 1                 | Khách mời               | SBS           | Tập 3                        |
| 2020 | We K-Pop Friends                                       | Khách mời               |               | Tập 7                        |
| 2020 | Idol House                                             | Khách mời               | SBS           | Tập 3                        |
| 2020 | 2020 Idol eSports Athletics Championships              | Khách mời               | MBC           |                              |
| 2020 | Random Q                                               | Khách mời               |               | Tập 8                        |
| 2021 | Twotorial Season 2                                     | Khách mời               |               |                              |
| 2021 | Yuri's Winning Recipe 2                                | Khách mời               |               | Tập 7                        |
| 2021 | Story of the Day When You Bite Your Tail Season 3      | Khách mời               | SBS           | Tập 71                       |
| 2022 | Idol x Idol                                            | Thành viên thường xuyên |               |                              |
| 2022 | BtoB Hyunsik's Late Night Studio                       | Khách mời               | Naver TV Cast | Tập 620                      |
| 2023 | Edu K-Idol                                             | Khách mời               |               | Tập 21-22                    |

### Chương trình thực tế
| Năm  | Tên                               | Dài  | Ghi chú  |
| ---- | --------------------------------- | ---- | -------- |
| 2016 | Idol National Singing Competition | KBS2 |          |
| 2016 | The Gigted                        | MBC  |          |
| 2016 | Girl Spirit                       | jTBC | Thí sinh |
| 2022 | Artistock Game                    | Mnet | Thí sinh |
| 2023 | Queendom Puzzle                   | Mnet | Thí sinh |

### Chương trình tạp kỹ
| Năm  | Tên                         | Vai trò   | Đài  | Ghi chú |
| ---- | --------------------------- | --------- | ---- | ------- |
| 2022 | Two Yoo Project - Sugar Man | Khách mới | jTBC |         |

## Điện ảnh
| Năm  | Tên                     | Vai trò     | Đài           | Ghi chú  |
| ---- | ----------------------- | ----------- | ------------- | -------- |
| 2016 | Matching! Boys Archery  | Hong Shi Ah | Naver TV Cast | Nữ chính |
| 2021 | ONAIR - Secret Contract | Cameo       |               | Hài kịch |

### Các chương trình web
| Năm  | Tên                | Vai trò  | Ghi chú |
| ---- | ------------------ | -------- | ------- |
| 2022 | Idol Lyricist Idol | Nữ chính | Với Exy |

### Sân khấu
| Năm  | Tên                  | Vai trò    | Ghi chú |
| ---- | -------------------- | ---------- | ------- |
| 2017 | At The Age of Thirty | Okhee      |         |
| 2021 | Midnight Sun         | Seo Haena  |         |
| 2022 | Xcalibur             | Guinevere  |         |
| 2022 | Death Note           | Amane Misa |         |
| 2022 | ONAIR                | DJ         |         |